# Goriaczewodskij
Goriaczewodskij (ros. Горячеводский) – osiedle typu miejskiego w Rosji, w Kraju Stawropolskim, w okręgu miejskim Piatigorska, na prawym brzegu rzeki Podkumok. W 2020 roku liczyło ok. 36,1 tys. mieszkańców. 
Miejscowość powstała w 1825 roku jako stanica Goriaczewodskaja. W 1966 roku otrzymała status oiedla typu miejskiego. 